# 日立目白クラブ
日立目白クラブ（ひたちめじろクラブ）は、東京都新宿区下落合にある建物。もとは1928年（昭和3年）開設の学習院旧制高等科男子生徒用に建てられた寄宿舎「旧学習院昭和寮」で、同年3月に竣工した。現在は日立グループの社員と家族向けの福利厚生施設・クラブハウスとして懇親会や結婚式の披露宴などに利用されている。
本館および別館は東京都選定歴史的建造物や東京都の歴史的重要建築物「未来に残したい100の建物」に選定されている。

## 経緯
当地は元々、近衛家の所有地である。近衛家は1902年（明治35年）に、東京府豊多摩郡落合村大字下落合（現：東京都新宿区下落合）に邸宅を構えている。
学習院自体は東京市四谷区四谷尾張町（現：新宿区四谷一丁目）に存在していたが、1894年（明治27年）の地震により大きな被害を受け、地盤の良いところへの移転計画が待ち上がった。その際、校舎を北豊島郡高田村大字高田（現：豊島区目白）に移転する決定を下したのが、院長の公爵・近衛篤麿（1895年（明治28年）から1904年（明治37年）まで院長）であった。新校舎は1909年（明治41年）に完成した。
大正末期にこの地一帯は買収されることになるが、それに応じて近衛家は学習院に土地を譲渡した。1926年（昭和元年）に着工し、1928年（昭和3年）に昭和寮が竣工した。イギリスの「イートン校」の寄宿舎を模範にしたとされている。
1953年（昭和28年）、この建物を日立グループが譲り受ける。

## 建築概要
建築設計は宮内省内匠寮が担当。当時は本館と四棟の寮舎、舎監のための官舎と門衛所等から構成されていた。
本館と寮舎はいずれもRC造、地下1階、地上2階建。建坪は本館が約1250坪、寮舎はそれぞれ約300から400坪である。本館には1階に談話室や娯楽室、2階に読書室や会議室、応接室といった諸室があった。一方、寮舎では当時としては珍しく一人1室が与えられ定員は50名であった。また第二寮の2階には皇族室が設けられ、久邇宮邦英王が開寮から2年間住んだという。寮生活では学期ごとに寮務委員を2名選出し、委員会を開いて寮の運営や事業計画を協議する等、ここでも学生の主体性や個性、人格を尊重するイギリスのイートン校の寮制度を模範としていた。
外壁・内壁ともに白で統一。ドア・窓枠はすべて木材であるが建物は鉄筋コンクリート造。そして赤いスペイン瓦の屋根、アーチ形の窓や華麗な鉄装飾のグリル等を特徴とするスパニッシュスタイルで建てられている。内部には至るところにアールデコ風のデザインや細やかな装飾も見られ、各部屋の真鍮製のドアノブには「菊」の御紋が見られるなど、旧宮内省との縁がしのばれている。
寮監の官舎はRC造2階建。建坪158坪。鉄筋、応接間が洋室で他は和室である（現在の別館）。

### 設計者
昭和寮の設計者は宮内省技師の権藤要吉と紹介されることがある。しかし設計図面には権藤の判は一切見られず、工事録にも権藤の名前は見られない。図面で技師の欄に押されている判は「森」であり、当時の宮内省職員録で見る限り1926年（大正15年）に逓信省を辞め、宮内省に移ってきた宮内省技師の森泰治と考えられる。
小原誠の論考によると、昭和寮の作風は、森が逓信省時代に手がけた作品の作風と比べるとやや異なっているが屋上からひとつ突き出た塔屋や縦長窓、垂直性を強調する立面や窓頂部のアーチ等に、逓信省時代の作品との共通点も見られるという。ただしこれらは森独自の作風というよりは、吉田鉄郎や山田守らによる逓信省建築の特徴でもあり、実際森のそのほかの作品を見ると、山田守をはじめとする逓信省の建築家たちの作品との共通点を多く見い出せ、このためこの昭和寮は、森泰治が逓信省時代に習得したモチーフを、当時流行のスパニッシュスタイルで応用したスパニッシュティシンスタイルで天を指さす正面の塔や、垂直性を強調した段上の階段室は、ウィーンの建築家オルブリッヒの結婚記念塔を思わせるところもあるという。なお作者の森は1920年（大正9年）に東京帝国大学建築学科を卒業し、逓信省に入省し、そこで難波電話分局（1922年（大正11年））や神戸電信局（1926年（大正15年））等の作品を手がけるものの、当時同期で入った山田らとの反りがあわず、逓信省ではあまり良い仕事に恵まれず、職を辞することになったという。一方、宮内省に入ってからは秩父宮邸である表町御殿の附属建物の設計も担当し、そこでは竣工前の現場に秩父宮雍仁親王を案内したという記録もある。